# Qualifications des épreuves de tennis de table aux Jeux européens de 2015
Un total de 128 places qualificatives sont attribuées pour les épreuves de tennis de table aux Jeux européens de 2015, 64 pour les hommes et les femmes

## Pays qualifiés
| CNO                | Hommes Simples | Hommes Par | Femmes Simples | Femmes Par équipes | Total Athlètes |
| ------------------ | -------------- | ---------- | -------------- | ------------------ | -------------- |
| Allemagne          | 2              | X          | 2              | X                  | 6              |
| Autriche           | 2              | X          | 2              | X                  | 6              |
| Azerbaïdjan        | 2              | X          | 2              | X                  | 6              |
| Biélorussie        | 2              | X          | 2              | X                  | 6              |
| Belgique           | 2              |            | 1              |                    | 3              |
| Bosnie-Herzégovine | 1              |            |                |                    | 1              |
| Croatie            | 2              | X          | 2              |                    | 5              |
| Chypre             |                |            | 1              |                    | 1              |
| Danemark           | 2              |            |                |                    | 2              |
| Espagne            | 2              | X          | 2              |                    | 5              |
| France             | 2              | X          | 2              | X                  | 6              |
| Grande-Bretagne    | 2              |            | 2              |                    | 4              |
| Grèce              | 2              | X          |                |                    | 3              |
| Hongrie            | 2              | X          | 2              | X                  | 6              |
| Israël             |                |            | 1              |                    | 1              |
| Italie             | 2              |            |                |                    | 2              |
| Lettonie           | 1              |            |                |                    | 1              |
| Lituanie           |                |            | 1              |                    | 1              |
| Luxembourg         |                |            | 2              | X                  | 3              |
| Pays-Bas           |                |            | 2              | X                  | 3              |
| Pologne            | 2              | X          | 2              | X                  | 6              |
| Portugal           | 2              | X          | 2              | X                  | 6              |
| Tchéquie           | 2              | X          | 2              | X                  | 6              |
| Roumanie           | 2              | X          | 2              | X                  | 6              |
| Russie             | 2              | X          | 2              | X                  | 6              |
| Saint-Marin        |                |            | 1              |                    | 1              |
| Serbie             | 2              |            | 2              | X                  | 5              |
| Slovaquie          | 2              |            | 2              |                    | 4              |
| Slovénie           | 1              |            | 1              |                    | 2              |
| Suède              | 2              | X          | 2              | X                  | 6              |
| Suisse             |                |            | 1              |                    | 1              |
| Turquie            | 1              |            | 1              |                    | 2              |
| Ukraine            | 2              | X          | 2              | X                  | 3              |
| 33 pays            | 48             | 16         | 48             | 16                 | 128            |

## Période de qualification
| Épreuve                                       | Date                 | Lieu     |
| --------------------------------------------- | -------------------- | -------- |
| Championnats d'Europe de tennis de table 2014 | 22–28 septembre 2014 | Lisbonne |
| Classement de l'ITTF                          | 1er mars 2015        |          |

## Qualifiés

### Simples
Limité à deux athlètes par nation.
| Mode de qualification                                                                         | Places totales | Athlètes qualifiés | Hommes | Femmes |
| --------------------------------------------------------------------------------------------- | -------------- | ------------------ | --- | --- |
| Pays organisateur                                                                             | 2              | 2                  | Azerbaïdjan | Azerbaïdjan |
| 14 meilleures équipes du Championnats d'Europe de tennis de table 2014 Division des champions | 28             | 2                  | Autriche Biélorussie Croatie Tchéquie France Allemagne Grèce Hongrie Pologne Portugal Roumanie Russie Espagne Suède | Autriche Biélorussie Tchéquie France Allemagne Hongrie Luxembourg Pays-Bas Pologne Portugal Roumanie Russie Suède Ukraine                                                          |
| Meilleures équipes du Championnats d'Europe de tennis de table 2014 Division challenger       | 2              | 2                  | Ukraine | Serbie |
| Classement ITTF                                                                               | 16/14          | 1                  | Paul Drinkhall Bojan Tokic Liam Pitchford Mihai Bobocica Yang Wang Ahmet Li Niagol Stoyanov Aleksandar Karakasevic Zolt Pete Matiss Burgis Lubomir Pistej Cedric Nuytinck Jean-Michel Saive Jonathan Groth Kasper Sternberg Admir Duranspahic | Melek Hu Yanfei Shen Tian Yuan Ruta Paskauskiene Barbora Balazova Lea Rakovac Galia Dvorak Eva Odorova Alex Galic Rachel Moret Nicole Trosman Lisa Lung Tin-Tin Ho Charlotte Carey |
| Places pour l’universalité                                                                    | 0/2            | 1                  | | Letizia Giardi TBA |
| Total                                                                                         |                |                    | 48 athlètes | 48 athlètes |

### Par équipes
Chaque équipe est constituée de trois joueurs. Deux joueurs participent également au tournoi en simple.
| Mode de qualification                                                | Places totales | Hommes | Femmes |
| -------------------------------------------------------------------- | -------------- | --- | --- |
| Pays organisateur                                                    | 1              | Azerbaïdjan | Azerbaïdjan |
| Championnats d'Europe de tennis de table 2014 Division des champions | 14             | Allemagne Portugal Croatie Suède Russie Biélorussie France Espagne Pologne Hongrie Autriche Grèce Tchéquie Roumanie | Allemagne Autriche Suède Pologne Hongrie Pays-Bas Roumanie Biélorussie Tchéquie France Russie Portugal Luxembourg Ukraine |
| Championnats d'Europe de tennis de table 2014 Division challenger    | 1              | Ukraine | Serbie |
| Total                                                                |                | 16 | 16 |